# Stenocereus fimbriatus
Stenocereus fimbriatus är en kaktusväxtart som först beskrevs av Jean-Baptiste de Lamarck, och fick sitt nu gällande namn av Alicia Lourteig. Stenocereus fimbriatus ingår i släktet Stenocereus och familjen kaktusväxter. Inga underarter finns listade i Catalogue of Life.

## Bildgalleri

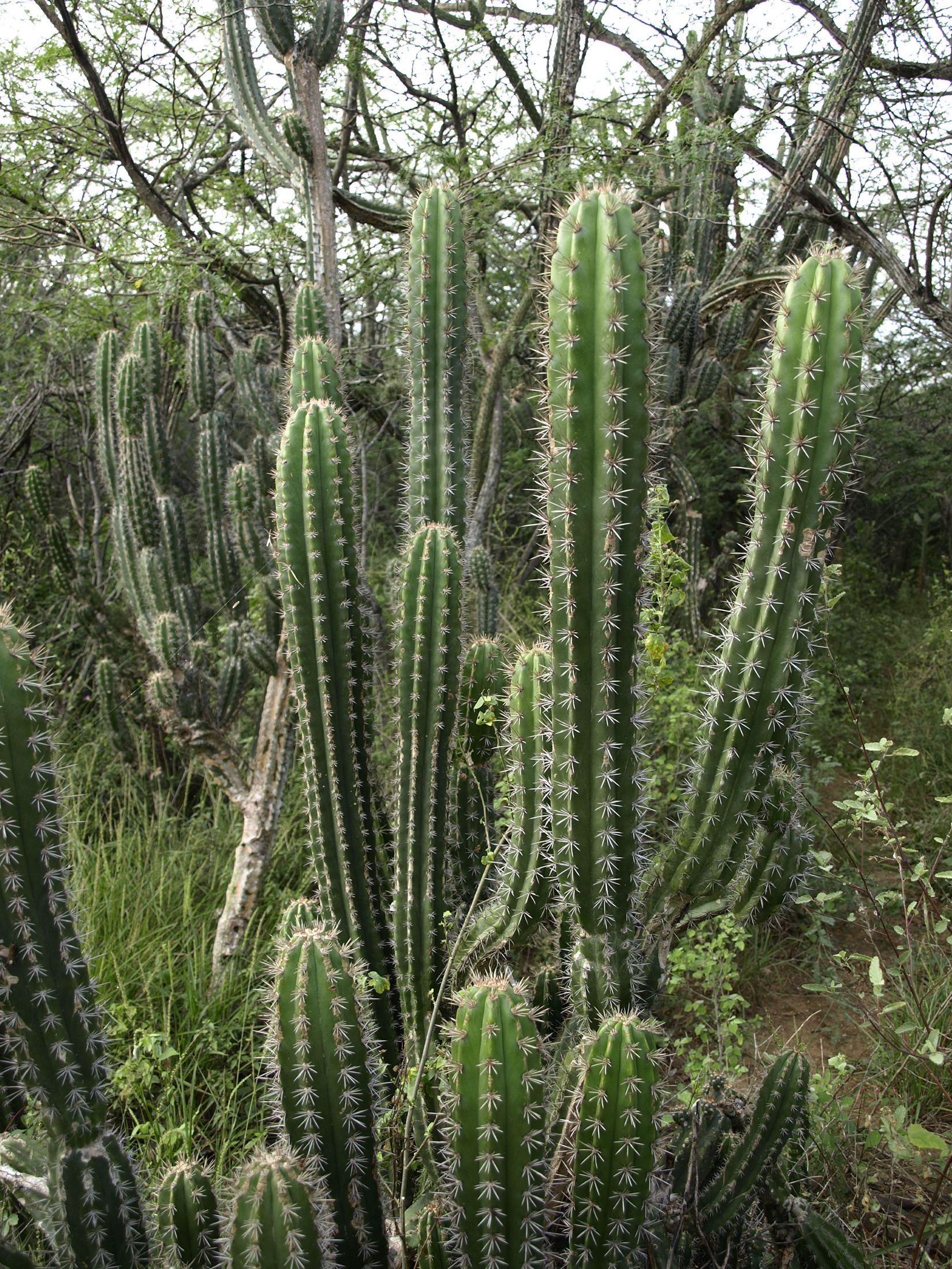